# 島根ナカバヤシ
島根ナカバヤシ（しまねなかばやし、Shimane Nakabayashi Co.,Ltd ）は、島根県出雲市に本社を置く企業。ナカバヤシのグループ会社。

## 事業所
- 出雲工場 - 島根県出雲市
- 平田工場 - 島根県出雲市
- 佐田工場 - 島根県出雲市
- 松江工場 - 島根県松江市
- 掛合工場 - 島根県雲南市

## 沿革
- 2005年（平成17年） - 出雲ナカバヤシ･平田ナカバヤシ･松江ナカバヤシが統合し、島根ナカバヤシが誕生。
- 2008年 - ナカバヤシの佐田工場･掛合工場が移管される。

## 主な製品
- 事務用品（シュレッダ・OAデスク等）
- アルバム
- ファイル等